# Literaturno-naukovyi vistnyk
Le Literaturno-naukovyi vistnyk (Collection scientifique-littéraire, abrévié en LVN) était un important journal littéraire et scientifique du début du XXe siècle de l'Ukraine.

## Histoire
Le journal est fondé en 1898 par la Société scientifique Chevtchenko sous la direction de Mykhaïlo Hrouchevsky.